# 大春日真野麻呂
大春日 真野麻呂（おおかすが の まのまろ）は、平安時代初期から前期にかけての貴族・暦学者。大春日船主の孫。官位は従五位上・陰陽頭。

## 経歴
大春日氏の世業である暦道を相伝し、真野麻呂はその5代目であった。天平宝字7年（763年）に具注・七曜・頒暦・中星の4種の暦を造って淳仁天皇に献上した大春日船主の孫とされる。
嘉祥2年（849年）従五位下に叙爵。暦博士を務める傍ら、斉衡3年（856年）紀伊権介、天安2年（858年）備後介と地方官を兼帯した。
この間の斉衡4年（857年）にこれまで長く用いられた大衍暦について、唐の年暦と比較した結果、月の大小に大幅な相違が見られるとして、唐で使用されている五紀暦に改めるための準備を進めるよう上請し、許される。これにより、翌天安2年（858年）から大衍暦と五紀暦が併用されることになった。
また、貞観2年（860年）この年は19年に一度の朔旦冬至（11月1日が冬至）となるはずの年であったが、暦では11月2日が冬至となる事象が発生。閏10月末に諸家での議論の結果、暦をずらして朔旦冬至とすべきとの結論が出た。この結論を受けて真野麻呂と陰陽博士・笠名高らに対して、暦をずらすことによる影響（二十四節気の錯誤など）の有無について下問がなされた。これに対して真野麻呂らは暦術を調査し、吉凶を踏まえて暦をずらすようなことは行わないのが通例であり、本来であれば今年は朔旦冬至とすべきでないこと、一方で群臣の議論により朔旦冬至としても暦への影響はないことを上奏し、朔旦冬至とすることが決まった。同年11月には、これまでの暦博士に加えて陰陽頭に任ぜられているが、これは陰陽寮管下の諸道の熟達者である博士と陰陽頭の兼任の初例である。
貞観3年（861年）先の渤海使・烏孝慎により貞観元年（859年）に日本にもたらされていた宣明暦について、大衍五紀の両暦より精度が高く、かつ唐では既に採用されていると見られることから、日本も早急に採り入れるべき旨を奏上して、許される。翌貞観4年（862年）正月に宣明暦への改暦が行われ、大衍暦と五紀暦の併用は僅か4年で廃止された。また同月には真野は従五位上に叙せられている。

## 官歴
『六国史』による。
- 時期不詳：正六位上
- 嘉祥2年（849年） 正月7日：従五位下
- 時期不詳：暦博士
- 斉衡3年（856年） 正月12日：兼紀伊権介
- 天安2年（858年） 11月25日：兼備後介
- 貞観2年（860年） 11月27日：陰陽頭、暦博士如元
- 貞観4年（862年） 正月7日：従五位上
- 貞観5年（863年） 3月28日：次侍従